# Alicia Sánchez-Camacho Pérez
Alícia Sánchez-Camacho Pérez (Barcelona, 22 d'abril de 1967) és una advocada i política catalana; va ser presidenta del Partit Popular Català entre el 2008 i el 2017. Posteriorment fou Senadora a Madrid entre 2021 i 2023 i actualment es diputada de l'Assemblea de Madrid.

## Biografia
Nascuda a Barcelona, és filla de Francisco Sánchez-Camacho, nascut a Daimiel (Ciudad Real), treballador del camp fins als 21 anys, que posteriorment va marxar a Madrid per fer-se guàrdia civil. Va ser destinat al Protectorat Espanyol al Marroc, on va conèixer Manuela Pérez Zamora, d'Almendralejo (Badajoz). Alícia Sánchez-Camacho va viure a Blanes fins als 18 anys.
Es va llicenciar en dret i estudià un màster en Administració Pública. Ha estat jutgessa substituta, Directora Provincial de Treball a Girona, sotsdirectora General de Formació Professional, directora de l'Institut de Seguretat i Higiene en el Treball i Consellera Laboral de l'Ambaixada Espanyola a Washington DC. Presidenta del Partit Popular a Girona i portaveu del PP a Catalunya. Des del 5 de juliol del 2008 i fins al març del 2017 va ser presidenta del Partit Popular de Catalunya.
Fou escollida diputada per la circumscripció de Girona a les eleccions al Parlament de Catalunya de 1999 i 2003, i també per la circumscripció de Barcelona a les eleccions generals espanyoles de 2004. El 21 d'abril de 2008 fou designada senadora per designació de la Comunitat Autònoma en substitució de Daniel Sirera i Bellés. Feia de portaveu de Treball i Immigració del Grup Popular, i de vocal a les comissions d'Interior i Comunitats Autònomes.
L'1 de juliol de 2008 es va anunciar la seva candidatura a la presidència del Partit Popular de Catalunya, amb el suport de Mariano Rajoy com a candidatura de consens davant les altres candidatures presentades inicialment per a presidir el partit, i en va ser la guanyadora a les eleccions del dia 5 de juliol, derrotant l'altra candidata, Montserrat Nebrera, amb més d'un 56% dels vots, de manera que es va proclamar presidenta del PP català.
Al maig de 2008 fou designada conjuntament amb María San Gil i José Manuel Soria, membre de la comissió redactora de la ponència política del XVI Congrés estatal del PP, celebrat al juny d'aquell mateix any, ponència que precipitaria la sortida unilateral de San Gil del PP basc.
El 19 de setembre de 2009 Camacho va ser proclamada candidata del Partit Popular a la presidència de la Generalitat de Catalunya per a les eleccions al Parlament de Catalunya de 2010. També va concórrer a les eleccions al Parlament de Catalunya de 2012 com a cap de llista del Partit Popular Català per a la circumscripció de Barcelona. A les eleccions generals espanyoles de 2015 fou escollida novament diputada al Congrés dels Diputats.
Enmig de l'escàndol de presumpte espionatge vinculat a l'agència de detectius Método 3, el juny de 2013 es va fer pública una part de la conversa mantinguda amb Victória Álvarez (ex-companya sentimental de Jordi Pujol Ferrusola) al restaurant La Camarga, realitzada suposadament per aquesta agència de detectius. El Partit Popular Català (PPC) negà que Sánchez-Camacho estigués al corrent de la gravació i mesos després la presidenta del PPC arribà a un acord amb Método 3 per no portar el cas a la justícia, que l'arxivà. El 4 de juny de 2014 el Parlament de Catalunya va reprovar Sánchez-Camacho i li demanà la dimissió com a senadora per haver-se negat a comparèixer pel cas Método 3; es tracta de la primera vegada que la cambra catalana reclama la dimissió d'un senador per designació autonòmica i tot just la segona que es reprova un membre de l'oposició.
El febrer del 2017 es va fer públic que havia estat una de les primeres impulsores de la coneguda com a Operació Catalunya per practicar la guerra judicial, elaborant una llista negra d'independentistes a investigar per part de José Manuel Villarejo.
Candidata al número 9 de la llista del PP per a les eleccions a l'Assemblea de Madrid de 2019, va ser escollida diputada al parlament regional.